# Człowiek, który zabił Liberty Valance’a
Człowiek, który zabił Liberty Valance’a (The Man Who Shot Liberty Valance) – amerykański western filmowy z 1962 roku w reżyserii Johna Forda na podstawie opowiadania Dorothy M. Johnson.

## Główne role
- John Wayne - Tom Doniphon
- James Stewart - Ransom Stoddard
- Vera Miles - Hallie Stoddard
- Lee Marvin - Liberty Valance
- Edmond O’Brien - Dutton Peabody
- Andy Devine - szeryf Link Appleyard
- Ken Murray - Doc Willoughby
- John Carradine - major Cassius Starbuckle
- Jeanette Nolan - Nora Ericson
- John Qualen - Peter Ericson
- Willis Bouchey - Jason Tully
- Carleton Young - Maxwell Scott
- Woody Strode - Pompey
- Denver Pyle - Amos Carruthers
- Strother Martin(inne języki) - Floyd
- Lee Van Cleef - Reese
- Robert F. Simon - Handy Strong
- O.Z. Whitehead - Herbert Carruthers
- Paul Birch - burmistrz Winder
- Joseph Hoover - Charlie Hasbrouck

## Fabuła
Do małego miasteczka przybywa senator Ransom Stoddard. Celem wizyty jest pogrzeb ranczera Toma Doniphona. Wywołuje to wielkie zdziwienie, ponieważ Tom nie miał przyjaciół. Ransom opowiada pewną historię sprzed wielu lat. Wtedy miasteczko terroryzował Liberty Valance - sadystyczny bandyta. Ransom – wówczas młody prawnik – postanowił rozprawić się z nim. Pomógł mu Tom Doniphon, który bezskutecznie próbował nauczyć Stoddarda posługiwania się bronią. Pewnej nocy Ransom musiał zmierzyć się z Libertym. Stoddard strzelił i wydawało się, że zabił Valance’a, lecz w istocie zabójcą bandyty był Doniphon.